# Ibrahim Riđanović
Ibrahim Riđanović (1895 Mostar, Bosna a Hercegovina – 29. října 1989 Sarajevo, Socialistická federativní republika Jugoslávie) byl bosenskohercegovský islámský duchovní a pedagog bosňáckého původu. Rodné příjmení bývá někdy chybně uváděno ve tvaru Ridžanović.

## Životopis
Základy islámských věd se naučil od svého otce hadži háfize Muhammeda Emin-efendiji (1850–1926), od roku 1878 učitele, mudarrise, v mostarské medrese Koski Mehmed-paši a později od roku 1899 ředitele místní islámské základní školy, ruždie. Jeho strýc hadži Abdullah Sidki-efendija Riđanović (1844–1917) byl mezi lety 1900 a 1917 mostarským muftím.
Po dokončení mektebu a ruždie osm let navštěvoval medresu Koski Mehmed-paši. Mezi lety 1917 a 1922 se vzdělával na Šarí‘atské soudní škole v Sarajevu. Nejprve působil jako čekatel na post šarí‘atského soudce v Mostaru, současně byl učitelem náboženství v místní Učitelské škole, od roku 1928 vystřídal stejnou pozici v Čapljině (zdejší soud byl zrušen 1930), Novém Pazaru a Sjenici (od dubna do září 1936) a od roku 1936 znovu v Mostaru. Roku 1938 byl vybrán do Ulema-medžlisu, nejvyšší rady duchovních Islámského společenství v Bosně a Hercegovině. Po smrti Mehmedalija Ali-efendiji Ćerimoviće se stal předsedou této rady. Na tomto postu setrval až do roku 1949, kdy došlo k reorganizaci orgánů Islámského společenství. Roku 1949 krátce působil jako ředitel Gazi Husrev-begovy medresy.
Riđanović zemřel roku 1989 v Sarajevu. Pohřben byl na městském hřbitově Bare.